# Lispe niveimaculata
Lispe niveimaculata är en tvåvingeart som beskrevs av Stein 1906. Lispe niveimaculata ingår i släktet Lispe och familjen husflugor. Inga underarter finns listade i Catalogue of Life.